# سكاكا (مقر الإمارة)
محافظة سكاكا أو إمارة سكاكا هي مقر إمارة منطقة الجوف في المملكة العربية السعودية، وعاصمتها مدينة سكاكا.

## السكان
- بلغ عدد سكان محافظة سكاكا (236,669) نسمة حسب تعداد السعودية 2022، عدد السعوديين (160,296) نسمة، وعدد غير السعوديين (76,373) نسمة.
- وفقا للهيئة العامة للإحصاء عام 2017، بلغ عدد سكان محافظة سكاكا 176,266 نسمة.[3]

## المراكز والقرى التابعة
- مركز صوير.
- مركز خوعاء.
- مركز الفياض.
- مركز عذفاء
- مركز المرير.
- مركز طلعة عمار.
- مركز زلوم.
- مركز أم أذن.
- مركز الشويحطية.
- مركز الرفيعة.
- هديب.
- مركز مغيراء.
- مركز الحرة.
- غدير الخيل.

## وصلات خارجية
- نبذة عن منطقة الجوف، وبعض المعلومات عن محافظة سكاكا.
- الهيئة العامة للإحصاء.